# Flachdach

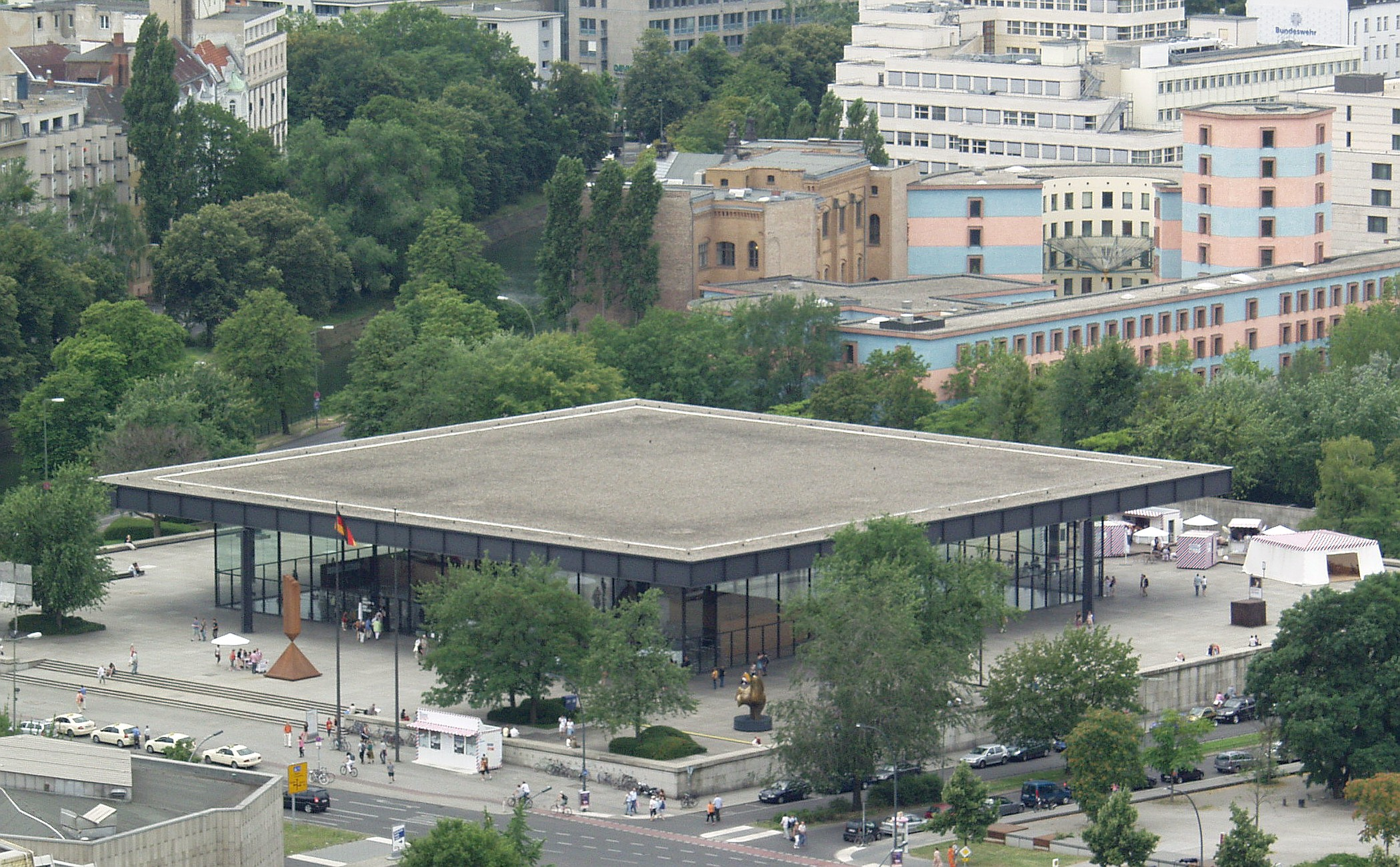
Flachdach der Neuen Nationalgalerie in Berlin

Flachdächer (Abkürzung FD) sind Dächer mit einer Dachneigung von weniger als 10°.

Manche Quellen nennen eine Obergrenze von 5° (8,8 %). In der EN 1991-1-4 Artikel 7.2.3 wird bei einem Winkel von bis zu 5° von einem Flachdach gesprochen.
In deutschen Bauordnungen findet sich keine eindeutige Aussage zur Dachneigung von Flachdächern.
In der Regel wird die Dachhaut von Flachdächern als Dachabdichtung ausgeführt. Ab einer Neigung von etwa 10° sind im Ausnahmefall auch Dachdeckungen aus Dachziegeln oder Betondachsteinen möglich.

## Geschichte
Flachdächer waren schon in der Antike bekannt. Bereits um 3000 v. Chr. benutzte man nach dem Zeugnis Herodots Bitumen als Baustoff. Vor allem in ariden Gebieten entsprach diese Bauform den klimatischen Verhältnissen. Sofern das Problem der Abdichtung befriedigend gelöst ist, ist eine Nutzung als Dachterrasse möglich. Im 6. Jahrhundert v. Chr. entstanden in Babylon etwa die Hängenden Gärten der Semiramis, eines der sieben Weltwunder der Antike. Die Abdichtung bestand in diesem Fall aus Schichten von Asphaltplatten, Backsteinen und Mörtel.
Die Gartenkultur der Antike wurde zur Zeit der Renaissance in Florenz, Rom und Venedig wieder belebt. Dachflächen auf Schlössern wurden zu Dachgärten. Im Barock trat Jakob Marperger (1656–1730) für begrünte Dachflächen ein.
Außerhalb der europäischen Bautradition gehören Flachdächer von Indien über die arabischen Länder bis zu den Pueblos zur traditionellen Bauweise, wobei die Dächer oft als Dachterrassen genutzt werden.
Bereits zu Beginn des 19. Jahrhunderts wurden Flachdächer von Architekturtheoretikern wie Bernhard Christoph Faust propagiert. Getragen von „Balken und Latten, bestehend aus zwei Schichten Fliesen, die mit schwarzem Peche aneinander gepicht sind. Vorteil dieser Dächer: Wohlgestalt der Häuser, Festigkeit, Dauer und Feuersicherheit, mehr Sicherheit vor Blitzschlag.“ Der Gewinn eines weiteren Stockwerks, ohne die Bauhöhe zu verändern, brächte außerdem „eine gute Verzinsung“, zudem könne beim Bau von Flachdächern „viel theures Bauholz eingespart werden“. 1839 entwickelte Samuel Häusler das Holzzementdach, das in Großstädten Verbreitung fand. 1867 publizierte Carl Rabitz die Broschüre „Naturdächer von vulkanischem Cement“ und verfocht darin die Idee des begrünten Flachdaches.
Zwischen dem Ersten und Zweiten Weltkrieg war das Flachdach Streitobjekt zwischen den Vertretern des „Neuen Bauens“ bzw. des Bauhauses und der konservativen Heimatschutzarchitektur. Die Letzteren, beispielsweise Paul Schmitthenner, lehnten das „bolschewistisch-jüdische“ Flachdach aus ideologischen Gründen ab. Flachdach-Kritiker behaupteten, das Flachdach stamme aus Nordafrika und sei zutiefst undeutsch. Paul Bonatz vertrat die Meinung, die durch flache Dächer geprägte Weißenhofsiedlung in Stuttgart, erinnere „eher an eine Vorstadt Jerusalems als an Wohnungen für Stuttgart“. Der sogenannte Zehlendorfer Dächerkrieg der 1920er Jahre wurde durch die Rivalitäten der beiden antagonistischen Lager ausgelöst: Im Widerstreit der von Bruno Taut gestalteten Flachdach-Siedlung Onkel Toms Hütte in Berlin-Zehlendorf entstand in unmittelbarer Nähe ein architektonisches Gegenfanal in gemäßigtem Reformstil, allerdings mit Spitzdächern: die Siedlung am Fischtalgrund
Le Corbusier trat mit doktrinärer Intensität für das Flachdach ein, wobei sich zunächst allerdings herausstellte, dass diese Dachform bei mitteleuropäischen Klimaverhältnissen nicht immer ideale Resultate bot (etwa im Fall von Le Corbusiers Villa Savoye). In den 1950er Jahren setzte sich das flache Dach jedoch endgültig durch. 

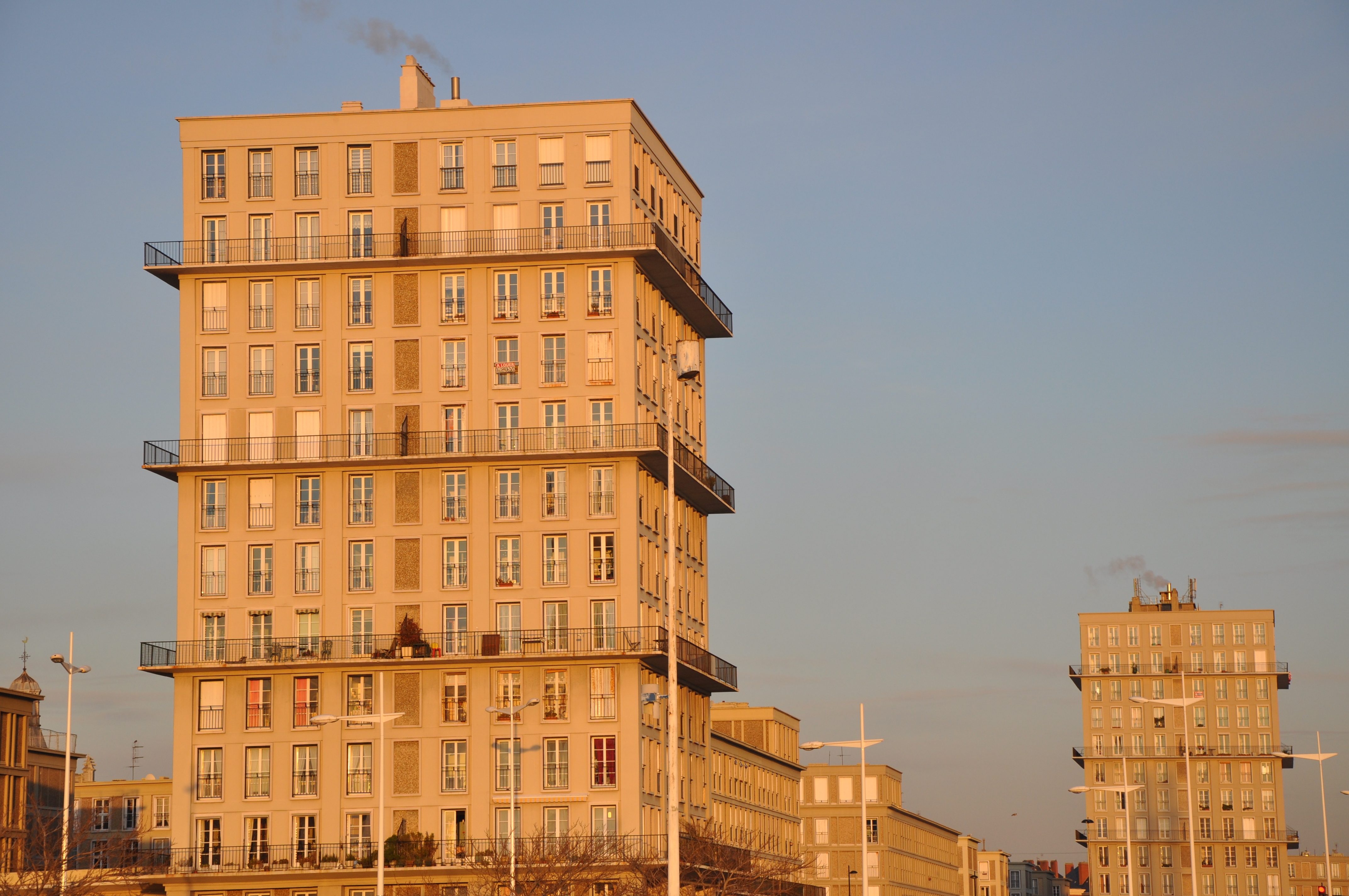
Moderne Architektur mit Flachdächern in Le Havre

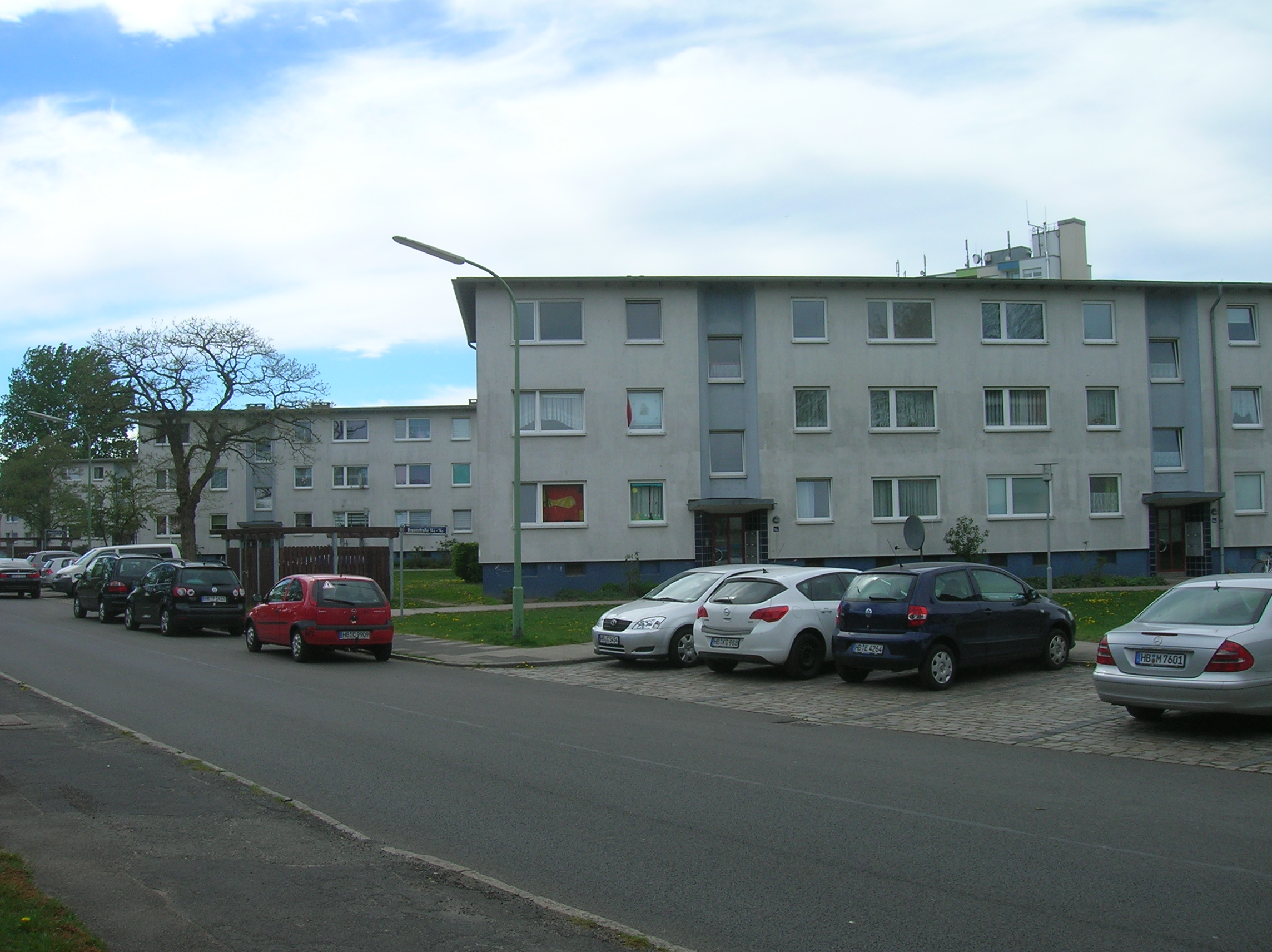
Sozialer Wohnungsbau in Grünhöfe (Bremerhaven)

Flachdächer sind seither bei allen Gebäudetypen zu finden, von Einfamilienhäusern bis zu Wohnblocks, Plattenbauten und Hochhäusern, von Gewerbe- und Verwaltungsgebäuden bis zu Kirchen. Beispielsweise waren Flachdach-Bungalows und -Wohnblocks prägende Elemente der westdeutschen Architektur der 1960er und 1970er Jahre. 

## Vor- und Nachteile
Vorteile von Flachdächern mit Dachabdichtung gegenüber geneigten Dächern mit Dachdeckung:
- Geringes Eigengewicht der Dachhaut
- Erweiterte Nutzungsmöglichkeit (zum Beispiel Dachterrassen, begrünte Flächen, Parkdecks, Aufstellung und leichte Zugänglichkeit für technische Aggregate, Solarenergienutzung)
- Belichtungsmöglichkeit für innenliegende Räume, z. B. durch Lichtkuppeln
- Kostengünstig (u. a. aufgrund der Einsparung des Dachstuhls)
- Gegebenenfalls kann eine spätere Aufstockung des Gebäudes vorgenommen werden.
- Bei gleicher Traufhöhe ist insbesondere bei niedrigstehender Sonne im Winterhalbjahr ein größerer Lichteinfall auf dem Grundstück möglich.
- Einberechnung in die Abstandsflächen nur bis zur Traufhöhe

Flachdächer haben aber auch einige Nachteile:
- Sie sind in der Regel weniger haltbar und wartungsintensiver als Schrägdächer.
- Sie sind empfindlicher gegenüber Alterungs- und Feuchtigkeitsschäden.
- Abdichtungsmaterialien wie Bitumen und Kunststoffe sind problematischer in Herstellung und Entsorgung als Metalldachdeckungen, Dachziegel oder Dachsteine.
- In den Regionen mit großen Schneefallmengen ist aufgrund der Schneelast eine deutlich verstärkte Dachkonstruktion erforderlich oder das Dach ist regelmäßig zu beräumen.
- Gegenüber einem Gebäude mit ausgebautem Schrägdach, gleicher Standfläche und vergleichbarer Nutz- bzw. Geschossfläche ist der Lichteinfall auf dem Grundstück durch die höherliegende Traufe eingeschränkt.

## Konstruktion

### Tragwerk
Bei Flachdächern im Geschossbau ist die oberste raumabschließende Geschossdecke im Normalfall Bestandteil der Dachkonstruktion. Meist handelt es sich dabei um Stahlbetonmassivplatten, Profilbleche oder Stahlbetontragwerke. Auf flachgeneigten Holzdachkonstruktionen sind abgedichtete Flachdachflächen auch möglich, wenngleich seltener. Dachtragwerk und Dachaufbau bedingen sich gegenseitig und müssen bei der Planung als Einheit betrachtet werden.

### Aufbau
Flachdächer werden als Warmdach (nicht belüftetes Dach), als Kaltdach (belüftetes Dach) oder auch als Umkehrdach mit außenliegender Wärmedämmung ausgeführt. Bei Sanierungen kann auch das untere, alte Dach, verbleiben, darauf wird dann ein Neuaufbau hergestellt (DUO-Dach oder „PLUS-Dach“). Dieses ist kostengünstiger, gerade bei einer Sanierung, da die sehr hohen Abrisskosten eingespart werden können. Diese Ausführung sollte jedoch unbedingt technisch, objektbezogen, geprüft werden.

### Gefälle / Dachneigung
Die DIN 18531 Dachabdichtungen unterteilt Flachdächer in die Dachneigungsgruppe I mit Neigung von bis zu 3° (5,2 %) und Dachneigungsgruppe II mit Neigung von 3° (5,2 %) bis 5° (8,8 %).
Die Flachdachrichtlinien empfehlen eine Neigung von mindestens 2 % (1,1°) in der Fläche und 1 % in Dachkehlen. Um stehendes Wasser etwa durch Anstauung durch Ansammlungen von Schnee oder Laub weitgehend zu vermeiden, sollte ein Gefälle von 5 % (2,9°) vorgesehen werden.
In Ausnahmefällen wie intensiv begrünten Dächern kann Stauwasser erwünscht sein, so dass hier auf ein Gefälle verzichtet würde.
Freies Stauwasser ist in der Regel unerwünscht, da
- es zusammen mit einwirkender UV-Strahlung weiche Baumaterialien wie Bitumenbahnen auf lange Sicht schädigen kann („Mudcracking“)
- das Wachstum von Rotalgen zu Verkrustungen führen kann
- es die Versprödung durch Weichmacherwanderung von Kunststoffbahnen verursachen kann
- bei Sonneneinstrahlung größere Temperaturunterschiede zwischen feuchten und trockenen Bereichen auftreten und zu thermischen Spannungen führen.[10]

Bei ausreichender Tragfähigkeit des Daches können thermische Spannungen und UV-Strahlungen durch Kies-Auflage, Plattenbelag oder Dachbegrünung von der Abdichtung ferngehalten werden.

### Abdichtung
Den Schutz vor eindringendem Wasser übernimmt beim geneigten Dach die regensichere Dachdeckung, beim Flachdach die wasserdichte Dachabdichtung. Neben der Dichtigkeit sind laut Landesbauordnungen umfassende Anforderungen an die Widerstandsfähigkeit gegen Flugfeuer und strahlende Wärme gefordert gemäß DIN EN 1187 B roof t1. Typische Materialien zur Abdichtung von Flachdächern sind Bitumen-Schweißbahn (heute in der Regel kunststoffvergütet) und Dichtungs- und Kunststoffdachbahnen.
Bitumendachabdichtungen haben sich im Markt langjährig bewährt, da die Nahtfügung einfach ist und leicht optisch kontrolliert werden kann. Hier unterscheidet man zwischen plastisch (PYP) und elastisch (PYE) modifizierten Bitumenbahnen, die unterschiedliche Werkstoffeigenschaften aufweisen: Plastische Bitumenbahnen haben eine hohe Widerstandsfähigkeit gegen Wärmeeinwirkung, aber Schwächen in der Beständigkeit bei kalten Temperaturen. Sie werden häufig im Mittelmeerraum eingesetzt. Elastische Bitumenbahnen haben eher Stärken im Kaltbiegeverhalten und finden überwiegende Anwendung in Zentraleuropa. Bituminöse Abdichtungen haben insbesondere den Vorteil, dass die spätere Nachbearbeitung z. B. für zusätzliche Durchdringungen für Klimaanlagen etc. unproblematisch ist.
Als längerlebig und widerstandsfähiger haben sich EPDM-Dichtungsbahnen aus Ethylen-Propylen-Dien-Monomer erwiesen. Eine regelgerechte Verarbeitung der Nähte durch einen Fachhandwerker wird, wie bei jeder Dachabdichtung, vorausgesetzt. Ein klarer Vorteil liegt in der weitaus geringeren Naht-Anzahl im Vergleich zu anderen Dachabdichtungsformen. Die EPDM-Dichtungsbahnen werden bis zu einer Abmessung von 15,25 m × 61 m produziert. Das Einsatzgebiet reicht von Skandinavien bis Australien und von Kanada bis Chile.
In der Sanierung werden mittlerweile aus Kostengründen oft gespritzte Flüssigkunststoffe eingesetzt. Der Vorteil bei Flüssigkunststoffen ist, dass sie nahtlos ohne eine Fuge aufgebracht werden, hochelastisch sind und auf allen Untergründen aufgebracht werden können. Sie werden mit einer Zweikomponenten-Heißspritz- und -Dosieranlage, mit Reaktionszeiten von 2–15 Sekunden je nach Material, aufgebracht.
Kunststoffdachbahnen aus PVC, PE, EVA, PIB oder Thermopolyolefinen sind teilweise eigenständig zu betrachten. Dies geht auch aus der EN 13956 hervor, die andere Prüfwerte als bei EPDM-Dichtungsbahnen vorsieht.
Es können auch sogenannte Flachdachpfannen eingesetzt werden, für die jedoch eine Regeldachneigung von 22° gilt, so dass ein hiermit gedecktes Dach nach gängiger Definition nicht mehr zu den Flachdächern gezählt wird.
Außer den genannten Abdichtungen sind auch Dacheindeckungen aus Metall (Edelstahl, Zink, Kupfer, Blei u. a.) möglich. Doppelstehfalzdächer sind nach den Fachregeln für das Klempnerhandwerk mit Zusatzmaßnahmen ab 3° Dachneigung fachgerecht herstellbar. Ein rollennaht-geschweißtes Edelstahldach ist nicht nur wasserdicht, sondern gasdicht und kann sogar ganz ohne Gefälle hergestellt werden. Dieses Verfahren wird nicht nur bei Neubauten, sondern auch zur Sanierung undicht gewordener Flachdächer angewandt.

### Entwässerung
Flachdächer müssen an mehreren Stellen entwässert werden. Nach DIN EN 12056-3 und VDI-Richtlinie 3806 gibt es zwei Arten der Flachdachentwässerung. Beide Arten funktionieren mittels Schwerkraftentwässerung:
- Freigefälleentwässerung mit im Gefälle verlegtem Rohrleitungssystem.
- (Unter-)Druckentwässerung mit planmäßig vorgefüllten Rohrleitungen. (Das Rohrleitungssystem benötigt bei horizontalem Verlauf kein Gefälle.)[12]

## Zertifizierung
In den USA wurde 1995 die National Roof Certification Association gegründet, die sich mit Qualitätsstandards und Zertifizierung von Dächern befasst. 2002 wurde der Verband in National Roof Certification and Inspection Association (NRCIA) umbenannt, und erhielt offiziell das Recht, für Dächer die LeakFREE-Zertifizierung für Dächer zu erteilen. Diese dient z. B. Immobilienkäufern und finanzierenden Banken dazu, die Werthaltigkeit einer Immobilie mittels der Dichtheitsgarantie einzuschätzen. Besonders relevant ist das Zertifikat bei Flachdächern.
In Deutschland wurde 2018 die RAL Gütegemeinschaft FLACHDACH e. V. gegründet. Diese Vereinigung von Flachdach-Herstellern und Dienstleistern hat ein RAL Gütezeichen für Flachdachsysteme und damit verbundene Dienstleistungen (RAL-GZ 717) entwickelt.

## Spezialformen
Eine spezielle Form des Flachdachs ist das Sargdeckeldach, das an den Seiten angeschrägt ist. Siehe auch Plattformdach bzw. Altandach.
Heute nicht mehr üblich ist das Nassdach.